# بریمین کیپروتو
بریمین کیپروتو (انگلیسی: Brimin Kipruto؛ زادهٔ ۳۱ ژوئیهٔ ۱۹۸۵) یک دونده دو نیمه‌استقامت اهل کنیا است. از افتخارات وی میتوان به کسب مدال طلا دو ۳۰۰۰ متر با مانع در بازی‌های المپیک تابستانی ۲۰۰۸ و مدال نقره دو ۳۰۰۰ متر با مانع در بازی‌های المپیک تابستانی ۲۰۰۴ اشاره کرد.